# The Perfect Storm (album)
The Perfect Storm è l'ottavo album in studio del rapper statunitense Twista, pubblicato nel 2010.

## Tracce
1. Darkness (featuring DaWreck of Triple Darkness) – 4:16
2. Up to Speed – 4:03
3. Make a Movie (featuring Chris Brown) – 3:20
4. I Do (featuring Lil' Play) – 3:22
5. 2012 (featuring Tia London) – 4:06
6. Sweating (featuring Scotty) – 3:41
7. Back to the Basics – 3:32
8. Hands Up, Lay Down (featuring Waka Flocka Flame) – 3:35
9. Call The Police (featuring Ray J) – 3:01
10. Cocaine (featuring Yo Gotti) – 4:22
11. 3 Minute Murder – 3:02

Tracce bonus (iTunes)
1. Give It To Me (featuring Teala Chenae) – 3:30
2. Go (featuring Zamica) – 3:12